# Gefecht bei Nauen
Rathenow – Nauen – Fehrbellin – Wismar – Wolgast 1675 – Wolgast 1676 – Bornholm – Öland – Peenemünder Schanze – Stettin (1677) – Køgebucht – Bergen – Warksow – Rügen (1678) – Stralsund (1678) – Greifswald – Tilsit – Splitter – Telschi – Porta Westfalica
Das Gefecht bei Nauen auch Duell vor Nauen genannt, fand am 17. Junijul. / 27. Juni 1675greg. bei Nauen zwischen brandenburgisch-preußischen Vorhuttruppen und schwedischen Nachhuteinheiten während des Schwedisch-Brandenburgischen Krieges statt.
Das Gefecht endete mit der Einnahme der Stadt Nauen durch die Brandenburg-Preußen.
Die endgültige militärische Entscheidung zugunsten der Brandenburger brachte aber erst die einen Tag später stattfindende Schlacht bei Fehrbellin.

## Vorgeschichte des Gefechts
siehe Hauptartikel: Schwedeneinfall 1674/1675
Im Dezember 1674 fiel ein schwedisches Heer von Schwedisch-Pommern aus in die ungeschützte Mark Brandenburg ein und eröffneten damit den Schwedisch-Brandenburgischen Krieg. Erst im Juni 1675 eilte das brandenburgische Heer aus Franken – wo sie im Rahmen der Reichsarmee gegen die Franzosen kämpften (Holländischer Krieg) – in die Heimat zurück, um die besetzte Mark zu befreien.

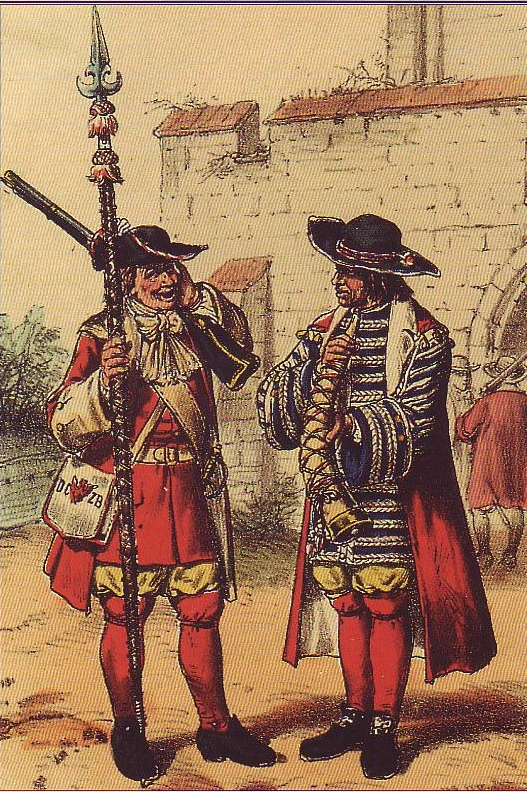
Brandenburgischer Soldat und Schallmeienpfeiffer des Infanterieregiments „Kurfürstin Dorothea“ nach 1675

Operationsziel der Schweden unter Feldmarschall Wrangel war es, von Havelberg aus über die Elbe zu gehen, um dann auf dem linken Elbufer zu operieren, sich mit hannoverischen Truppen zu vereinen und nach Magdeburg vorzustoßen. Der schwedische Feldmarschall entsandte eine Vorausabteilung unter Kommando Oberst Wangelins nach Rathenow, um die Flusslinien zu sichern.
Die Situation änderte sich plötzlich, als es den Brandenburgern gelang, in der Schlacht von Rathenow, diesen strategischen wichtigen Platz zurückzuerobern. Ein Übersetzen der von diesem Coup völlig überraschten Schweden über die Elbe bei Havelberg, war damit nicht mehr möglich.
Nach Erhalt der Nachricht vom Verlust Rathenows änderte der schwedische Generalleutnant Wolmar Wrangel die Marschrichtung, um über Nauen bei Fehrbellin den dort gelegenen Übergang über den Rhin zu gewinnen. Als der Kurfürst davon erfuhr, nahm er die sofortige Verfolgung auf.

## Gefecht bei Nauen

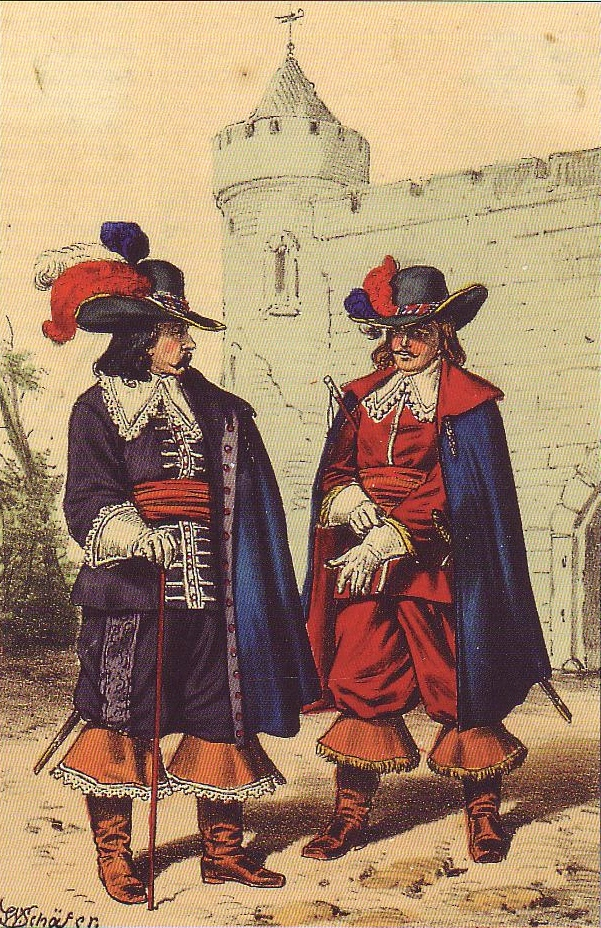
Brandenburgischer Hauptmann und Leutnant des Infanterieregiments „Kurfürstin Dorothea“ nach 1675

Eine 1.200 Mann starke brandenburgische Vorhut unter Oberstleutnant Sydow war inzwischen teilweise im Galopp bis vor Nauen gekommen. Die dort vorhandene Seenlandschaft war nur über einen engen Damm zu überschreiten. An einem für sie günstigen Punkt verschanzten sich die Schweden mit mehreren Geschützen. Trotzdem verzichteten die Schweden auf Widerstand, als sie die große Anzahl der gegnerischen Reiter erkannten. So stürzten sie die Kanonen in den nahen See und setzten überstürzt ihren Rückzug fort. Die Fliehenden wurden durch die Brandenburger bis zur Stadtgrenze Nauens verfolgt und erlitten hohe Verluste.
Der größte Teil des schwedischen Heeres hatte sich hinter der Stadt hinter einen Bach zurückgezogen.
Ein geringerer Teil der Schweden (ein Bataillon Musketiere) besetzte die Stadt Nauen, welche die anrückenden Brandenburger mit einem heftigen Feuer aus Musketen und Kanonen empfing. Noch bevor die Verstärkung in Form von Geschützen und weiteren Dragonern vor der Stadt eintraf, gelang es 200 brandenburgischen Reitern, eine 1000 Kürassiere umfassende Nachhut der Schweden zurückzudrängen. Danach gaben die Schweden wiederum überstürzt die Stadt Nauen auf. Bei diesem erneuten Rückzug töteten die nachrückenden Brandenburger weitere Schweden.
Den Übergang über den hinter der Stadt befindlichen Bach konnten die Brandenburger allerdings nicht nehmen. Am Ende des Überganges hatten die Schweden eine Befestigung mit mehreren Geschützen errichtet. Deren Geschützfeuer zwang die Brandenburger unter Verlusten zum Rückzug.
Hinter den schwedischen Befestigungen hatte sich derweil das schwedische Heer in voller Schlachtordnung aufgestellt. Einer Abteilung unter Feldmarschall Derfflinger gelang es allerdings, die durch den Beschuss beschädigte Brücke trotz feindlichem Beschuss wiederherzustellen und drei Geschütze aufzustellen, die die schwedischen Kanonen an der Schanze zerstören konnten. Dennoch war die Stellung des Feindes nach wie vor günstig, so dass ein direkter Angriff zu risikoreich war. Zudem waren die brandenburgischen Truppen durch die Eilmärsche erschöpft. So erging der Befehl, sich in die Stadt Nauen beziehungsweise hinter die Stadt zurückzuziehen und dort ein Lager aufzuschlagen.

## Ergebnis und Auswirkungen auf die Schlacht bei Fehrbellin
Bereits am Abend des 17. Junijul. / 27. Juni 1675greg. hatten sich beide Heere in nächster Nähe gegenübergestanden.
Auf brandenburgischer Seite erwartete man für den nächsten Morgen die Eröffnung der Schlacht vor den Toren Nauens. Die Schweden jedoch nutzten die Nacht zum Rückzug in Richtung Fehrbellin. Der Kurfürst brach am nächsten Tag um 5:30 Uhr mit seinem Heer zur weiteren Verfolgung der Schweden auf. Die Schweden verloren in diesem Gefecht in und um Nauen etwa 200 Mann an Toten.

„Meine Engelsdicke, wir seint braff auf der jacht mit den Herren Schweden, sie seint hier beim passe Nauen diesen morgen übergegangen, musten aber bei 200 Todten zurückelassen von der arrier guarde; jenseits haben wir bei Fer-Berlin alle brücken abgebrant und alle übriche paesse so besetzet, das sie nun nicht aus dem Lande wieder können.“